# Flaga obwodu saratowskiego

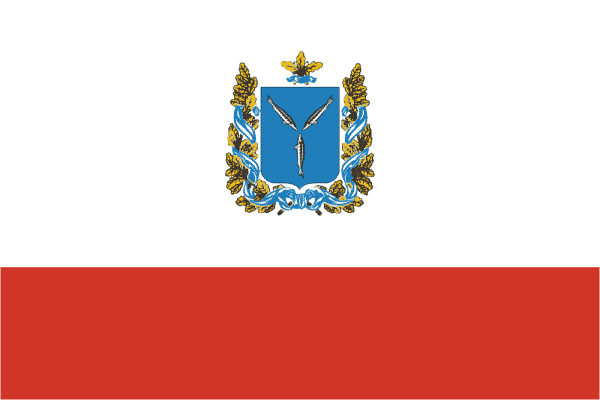
Flaga obwodu saratowskiego z 1996 r.

Flaga obwodu saratowskiego zatwierdzona 23 maja 2001 to prostokątny materiał w proporcjach (szerokość do długości) - 2:3. Składa się z dwóch horyzontalnych pasów: dolny - czerwony i górny (dwukrotnie szerszy) - biały. W centrum białego pola znajduje się otoczony złotym dekoracyjnym wiankiem z laurowych gałązek i kłosów, związanych złotą tasiemką, herb obwodu saratowskiego. Szerokość wieńca z gałązkami powinna wynosić 1/4 długości materiału.
Pomimo iż jest to już druga flaga obwodu (pierwsza była zatwierdzona 5 września 1996, dalej nie spełnia norm heraldycznych i zapewne będzie zmieniona.